# 아스트리드 베르제프리스베
아스트리드 베르제스프리즈비(프랑스어: Àstrid Bergès-Frisbey, 1986년 5월 26일 ~ )는 스페인 태생의 프랑스의 배우이다.

## 출연 작품

### 영화
- 욕망의 법칙 (2012)
- 아이 오리진스 (2014)
- 킹 아서: 제왕의 검 (2017)
- 캐리비안의 해적: 낯선 조류 (2017)
- 웨이 다운 (2021)